# Livingston, Alabama
Livingston är administrativ huvudort i Sumter County i Alabama och säte för University of West Alabama. Orten har fått sitt namn efter politikern Edward Livingston. Vid 2020 års folkräkning hade Livingston 3 436 invånare.